# 城巴796S線
城巴796S線是由城巴營運的一條香港循環巴士路線，來往將軍澳站及牛頭角站。

## 簡介及歷史
新世界第一巴士於1999年末投得將軍澳南新區的巴士路線轉營權。屬將軍澳南新區的調景嶺，於2001年發展完成，通往該區的新路也通車。新巴於2001年4月10日開辦796A線，由調景嶺的彩明苑開往牛頭角地鐵站。當時彩明苑尚未完全入伙，居民不多，為增加客源，796A線繞經了尚德邨，與九龍巴士296A線作有限度競爭。
與此同時，將軍澳南另一大型屋苑寶盈花園也開始入伙，但早期只有796M及796X線提供服務，寶盈花園居民需步行到尚德邨才能乘搭往觀塘的巴士。有見及此，新巴於2001年9月3日開辦了796S線，來往寶盈花園及牛頭角地鐵站，方便居民。而796A線則直接改經寶順路及景嶺路，縮短行車時間，減少與796S線重疊。
地鐵將軍澳綫通車前，是796A及796S線的黃金時代，因為當時將軍澳南的對外交通相對較差，雖然有796B及796C線直達市區心臟地帶，但始終前往某些地區，需以地鐵接駁，利用796A及796S線接駁地鐵的居民相當多。
地鐵將軍澳綫通車後，由於居民不需再靠兩線接駁地鐵，兩線的客量大量流失，曾有計劃把796A線延長至將軍澳站，取代796S線，可是因寶邑路延長段延遲通車，令計劃一拖再拖。
2002年10月27日，796S線延長至清水灣半島，當時清水灣半島並未有前往市區的公共交通，雖然本線的行車時間較長，且有服務良好的地鐵接駁小巴作競爭，但始終此路線能直達市區，所以仍有一定客量支持，逃過被取消的命運。796S線更與其他路線提供八達通轉乘優惠，方便清水灣半島居民。
至於796A線的客量則一直沒有起色，新巴終於在2005年6月13日把796A及796S線合併，796S繞經調景嶺，以取代796A線，並簡化行車路線。由於796S線跟其他路線提供八達通轉車優惠，為免修改八達通程式，故仍採用796S作此路線的編號。但路線合併後，客量多年來受到港鐵制肘，仍然未見起色，新巴擬於《2011-2012年西貢區巴士路線發展計劃》中，建議本線改經寶康路及靈康路往觀塘，回程由將軍澳隧道後直達清水灣半島，不再經將軍澳南及調景嶺，以騰出車隊配合796X延長至日出康城而需增加車隊，但被區議員反對，最終本路線保留原有路線，但班次則被削減。
鑑於清水灣半島居民多以專線小巴109M來往港鐵坑口站作為港鐵接駁，加上本線大部份路段與港鐵重疊，故此新巴於《2013-2014年西貢區巴士路線發展計劃》中建議本線縮短至將軍澳站，並調整班次（配套包括796C延長至清水灣半島及市區總站改在蘇屋、798線加密班次），建議獲西貢區議會通過，於2014年2月9日起實施相關改動。
2015年9月14日，本線只保留清晨及凌晨各兩班，以騰出車隊給796P增加班次及回程服務，每日開出時間更改為05:30、06:00、00:40、01:10，並取消與797M線之八達通轉乘優惠。
2020年10月2日，往將軍澳方向加停將軍澳隧道巴士轉乘站，並增設八達通轉乘優惠。
2020年12月21日：受疫情影響，晚上班次暫停服務。
2021年5月1日：往九龍方向加停將軍澳隧道巴士轉乘站，並增設八達通轉乘優惠。
2023年7月1日，因應新巴城巴合併，本線改由城巴經營。

## 服務時間（詳細班次）
每日
- 將軍澳站開：00:40、^01:10、05:30、06:00

^班次於觀塘道「牛頭角站」設有定時點，巴士會等候至01:35方重新開出。

## 收費
全程：$6.2
- 過將軍澳隧道後往將軍澳站：$5.0

| - 本線設有12歲以下小童及65歲或以上長者半價優惠。 - 65歲或以上香港居民使用「樂悠咭」，以及12歲以下合資格殘疾兒童使用「殘疾人士身份」個人八達通繳付車資，均可享有每程$2.0或半價（以較低者為準）的票價優惠；12至64歲合資格殘疾人士使用「殘疾人士身份」個人八達通（包括「樂悠咭」），以及60至64歲香港居民使用「樂悠咭」繳付車資，均可享有每程$2.0或全費（以較低者為準）的票價優惠。 - 65歲或以上長者如使用長者或一般個人八達通繳付車資，則只可享有半價優惠；12至64歲合資格殘疾人士如不使用「殘疾人士身份」個人八達通，以及60至64歲人士如不使用「樂悠咭」繳付車資，必須繳付全費。 - 乘客可以現金或八達通於上車時付款，不設找續。 |

### 八達通轉乘優惠
乘客登上本線後指定時間內以同一張八達通卡轉乘以下路線，或從以下路線登車後指定時間內以同一張八達通卡轉乘本線，次程可獲車資折扣優惠：
796S←→793、796X，次程車資全免，轉乘時限為90分鐘
- 796S往將軍澳站 → 793或796X往將軍澳工業邨
- 793或796X往九龍 → 796S往牛頭角站

796S←→792M，次程可獲$1折扣優惠，轉乘時限為90分鐘
- 796S往將軍澳站 → 792M往西貢
- 792M往將軍澳站 → 796S往牛頭角站

796S←→694，次程可獲$3.5折扣優惠
- 796S往將軍澳站 → 694往小西灣，轉乘時限為90分鐘
- 694往調景嶺站 → 796S往牛頭角站，轉乘時限為120分鐘

## 使用車輛
本線開辦後長期以富豪超級奧林比安12米（5001-5103）為主力，同時加上一款丹尼士三叉戟三型12米（1001-1190/3001-3062）巴士行走。期後曾因應本線客量偏低，為了節省資源，間中會換上單層丹尼士飛鏢SLF（2022-2094）行走。然而到2013年2月，因將軍澳車廠搬遷引致大多數巴士收車後需泊區內總站，間接令796S往九龍方向在調景嶺站公共交通交匯處車坑更改。有見新坑不利尾軸驅動12米巴士駛入，城巴即時起改以丹尼士三叉戟三型12米（1001-1190／3001-3062）為本線主力。
將軍澳車廠搬遷完成後，本線重新加入富豪超級奧林比安12米（5001-5103）及引入亞歷山大丹尼士Enviro 500 12米（55XX）雙層巴士行走，以進一步改善服務質素。但因客量持續偏低，2013年中起再加派單層丹尼士飛鏢SLF（2022-2094）行走本線。
此路線大幅縮短服務時間後，丹尼士飛鏢（20XX）已不再復見，繼而加入Enviro 500 MMC 行走。

## 行車路線
經：唐德街、唐賢街、唐明街、寶順路、翠嶺路、景嶺路、調景嶺站公共運輸交匯處、景嶺路、彩明街、迴旋處、彩明街、景嶺路、寶順路、將軍澳隧道公路、將軍澳隧道、將軍澳道、茶果嶺道、鯉魚門道、觀塘道、觀塘道下通道、觀塘道、支路、觀塘道、觀塘道下通道、觀塘道、鯉魚門道、將軍澳道、將軍澳隧道、將軍澳隧道公路、寶順路、景嶺路、翠嶺路、寶邑路及唐俊街。

### 沿線車站
| 1                          | 將軍澳站             | 將軍澳站公共運輸交匯處 |
| 2                          | 將軍澳天主教小學     | 唐賢街                 |
| 3                          | 調景嶺站             | 調景嶺站公共交通交匯處 |
| 4                          | 彩明苑彩貴閣         | 彩明街                 |
| 5                          | 健明邨               | 景嶺路                 |
| 將軍澳隧道公路、將軍澳隧道 |                      |                        |
| 6                          | 將軍澳隧道巴士轉乘站 | 將軍澳隧道             |
| 將軍澳道、觀塘道下通道     |                      |                        |
| 7                          | 創紀之城             | 觀塘道                 |
| 8                          | 牛頭角站             | 觀塘道                 |
| 9                          | 創紀之城             | 觀塘道                 |
| 10                         | 觀塘市中心           | 觀塘道                 |
| 觀塘道下通道               |                      |                        |
| 11                         | 觀塘游泳池           | 鯉魚門道               |
| 12                         | 觀塘警署             | 將軍澳道               |
| 13                         | 將軍澳隧道巴士轉乘站 | 將軍澳隧道             |
| 將軍澳隧道、將軍澳隧道公路 |                      |                        |
| 14                         | 彩明苑彩富閣         | 景嶺路                 |
| 15                         | 調景嶺站             | 景嶺路                 |
| 16                         | 將軍澳中心           | 寶邑路                 |
| 17                         | 將軍澳站             | 寶邑路                 |
| 18                         | 將軍澳站             | 將軍澳站公共交通交匯處 |

## 客量
此路線仍全日提供服務時，不單受到港鐵的直接競爭，而且又缺乏與九巴新界路線的轉乘客，加上班次疏落，亦未有提供轉乘優惠，所以乘客通常是恰巧遇見此路線車輛才會選乘；即使於繁忙時間亦不能滿載一輛單層巴士，其餘時間更經常吉車遊街，客量慘淡。
不過，隨著將軍澳市中心南人口漸增，不少區議員要求此路線恢復全日服務，並繞經至善街及 增設觀塘道及將軍澳隧道轉車站跨公司轉乘優惠。

## 外部連結
城巴
- 新巴796S線
- 新巴796S線路線圖 （页面存档备份，存于）